# 1825 en Bretagne
 Chronologie de la Bretagne
- 1821
- 1822
- 1823
- 1824
- 1825
- 1826
- 1827
- 1828
- 1829

Cette page recense des événements qui se sont produits durant l'année 1825 en Bretagne.

## Société

### Naissance
- 1 août à Beignon : Jean-Marie Bécel, mort à Vannes le 6 novembre 1897), est un ecclésiastique qui fut évêque de Vannes  de 1866 à 1897.